# فريق سوبارو للراليات

الشعار

فريق سوبارو للراليات كان فريقا تابعا لسوبارو ينافس في بطولة العالم للراليات. كان شعاره يتميز باللونين الأصفر والأزرق نظرا لعقد الرعاية من شركة ستيت إكسبريس 555 هي شركة سجائر في آسيا حيث تم وضع شعار الشركة على سيارات فريق سوبارو من 1993 إلى 2003. كان مقره يقع في  إنجلترا وبدأ المنافسة في سنة 1993. من أبرز سائقيه بيتر سولبرغ.

## معرض صور

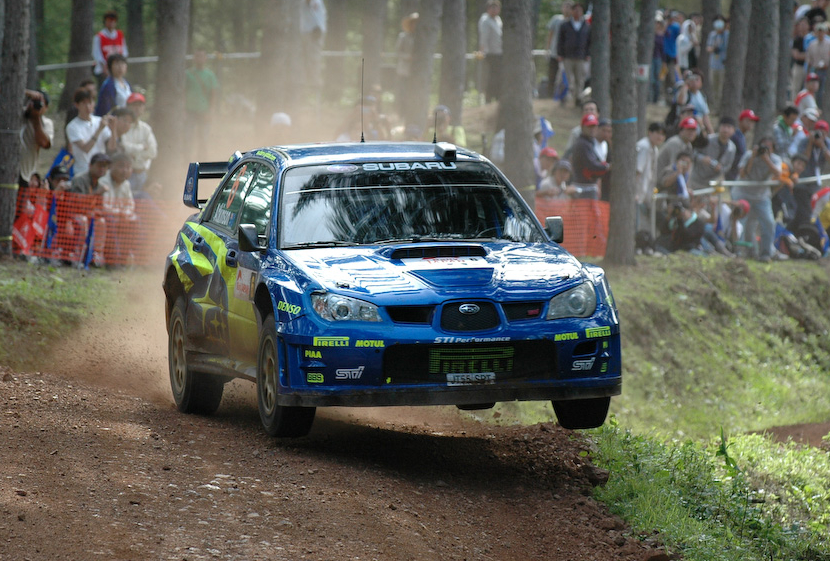
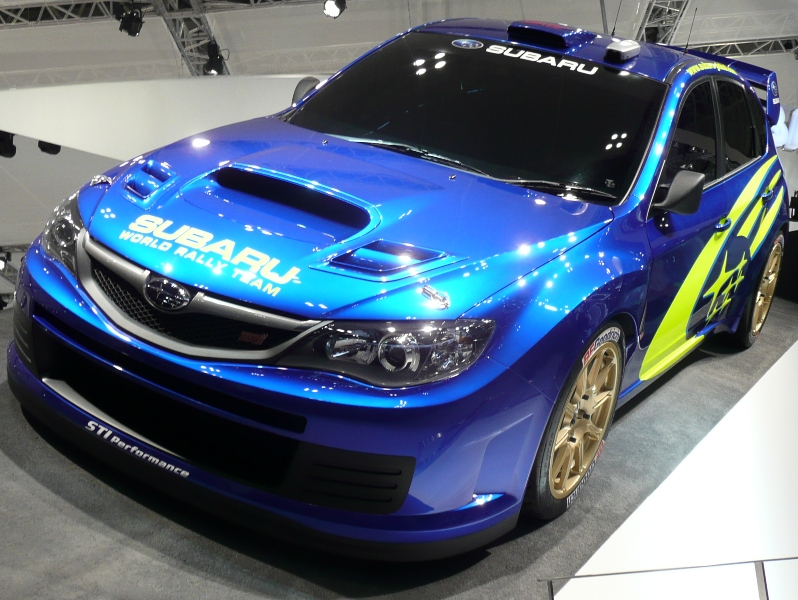
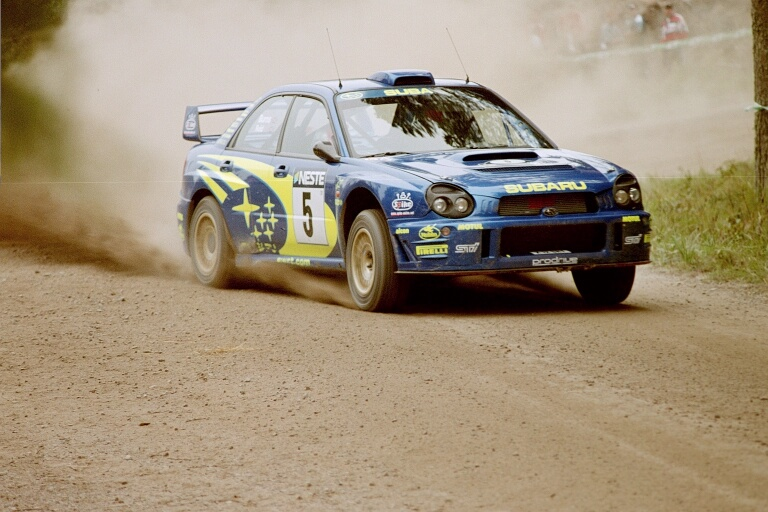
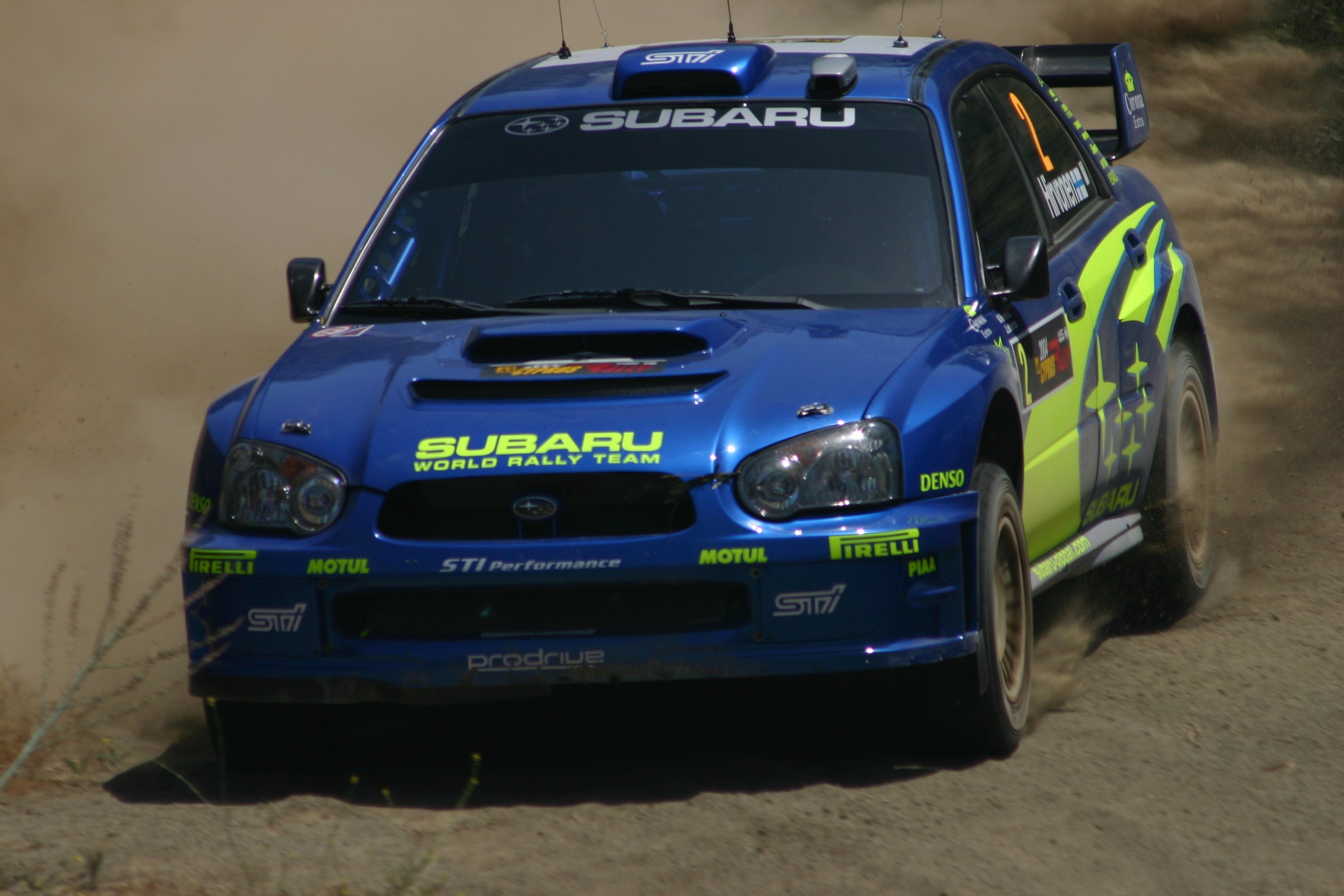